# جوردین هویتما
جوردین هویتما (انگلیسی: Jordyn Huitema؛ زادهٔ ۸ مهٔ ۲۰۰۱) بازیکن فوتبال اهل کانادا است.
از باشگاه‌هایی که در آن بازی کرده‌است می‌توان به باشگاه فوتبال ونکوور وایتکپس اشاره کرد.
وی همچنین در تیم ملی فوتبال زنان کانادا بازی کرده‌است.